# RTP1
RTP1 ist der erste portugiesische allgemeine und öffentliche Fernsehsender des portugiesischen Rundfunks und Fernsehens.
Neben den landesweiten Kanälen RTP1, RTP2 (Kultur) und dem Nachrichtenkanal RTP3 gibt es zwei öffentliche lokale Kanäle für die beiden autonomen Regionen Azoren und Madeira (RTP Açores und RTP Madeira), zudem sind RTP Memória (Wiederholungen und historische Dokus), RTP Internacional (internationales Programm) und RTP África (Programm für die portugiesischsprachigen afrikanischen Länder) frei zu empfangen. Dazu kommen vier Sportkanäle (RTP Desporto 1–4) und der Kinderkanal Zig Zag.

## Geschichte
Die Geschichte des Fernsehens in Portugal begann im Dezember 1955 mit der offiziellen Gründung von RTP.
Ab September 1956 wurden experimentelle Sendungen aus dem "Feira Popular"-Park in Lissabon ausgestrahlt. Am 7. März 1957, genau um 21.30 Uhr, begannen die ersten Sendungen von RTP, dem allerersten Fernsehsender Portugals. Zu Beginn sendete der Sender nur täglich von 21.30 bis 23.30 Uhr (sonntags etwas mehr mit einer Ausstrahlung zwischen 18 und 19 Uhr).
1957 war das ursprüngliche Sendegebiet von RTP auf Lissabon und Umgebung beschränkt. Im April 1958 deckt der einzige portugiesische Fernsehsender 44 % des Landesgebiets und etwa 58 % der Bevölkerung ab. RTP dehnte dann sein Sendegebiet schrittweise aus und deckte schließlich Mitte der 1960er Jahre ganz Portugal ab.
Er wurde am 25. Dezember 1968 in RTP Canal 1 umbenannt, als ein zweiter Fernsehkanal eingerichtet wurde. Sie hat die Nelkenrevolution 1974 überlebt.
Im Jahr 1976 begann RTP1 mit der Ausstrahlung in Farbe.
RTP1 änderte 1990 seinen Namen in Canal 1, kehrte aber 1996 zu seinem früheren Namen RTP1 zurück, um die Identität des öffentlichen Dienstes gegenüber seinen damaligen privaten Konkurrenten SIC und TVI zu stärken.
Seit dem 14. Januar 2013 und nach einem Jahr der Erprobung sendet RTP1 seine Programme im 16:9-Format, wobei das Morgenmagazin, "Portugal em direto" und die Nachrichten seit dem 13. Juli 2015 im 16:9-Format ausgestrahlt werden.
Anlässlich seines 59-jährigen Bestehens renoviert der Sender. Neues Aussehen, neues Logo sowie die anderen Sender: RTP2, RTP Internacional, RTP Madeira, RTP Açores. RTP3 hatte bereits während der portugiesischen Parlamentswahlen 2015, am 5. Oktober, sein Aussehen geändert.
RTP1 war bis 1995 der führende Sender in Bezug auf die Einschaltquoten. Heute ist es der dritte.
Quelle media.rtp.pt:

## Technik
Am 7. März 1980 begannen offiziell die Farbübertragungen mit dem PAL-System. RTP übertrug die Spiele ohne Grenzen im September 1979 in Farbe, was eine europäische Verpflichtung darstellte. Zuvor, am 25. April 1976, übertrug RTP versuchsweise die Parlamentswahlen in Farbe, wobei das SECAM-System verwendet wurde.
Seit 2009 verfügt RTP1 über einen Kanal, der einige seiner Programme in 16:9 und in High Definition über Pay-TV-Netze ausstrahlt.
Nach dem Start von RTP2 im Mai 2012 begann RTP1 am 8. Juni mit regelmäßigen Übertragungen im 16:9-Format auf dem SD-Kanal, wobei die Eröffnungsfeier der Euro 2012 und das Spiel Polen-Ukraine vollständig in diesem Format übertragen wurden.
Seit dem 14. Januar 2013 sendet RTP1 ausschließlich im 16:9-Format. Seit dem 13. Juli 2015 sendet RTP1 als erster Vollprogramm-Sender auch Nachrichten im 16:9-Format und gewährleistet damit eine bessere Bildqualität.

### RTP1 HD
RTP1 HD ist ein Fernsehsender, der einen Teil der Inhalte von RTP1 in HD ausstrahlt. Es ist nur auf Pay-TV-Plattformen verfügbar. Der Sender wurde 2008 für die vollständige Übertragung der Olympischen Spiele in Peking in High Definition eingerichtet.
Bis Ende 2008 wurde der Sender nicht mehr ausgestrahlt. In den Jahren 2009 und 2010 übertrug der Sender alle 11 Spiele der UEFA-Champions-League-Saison. Im Jahr 2010 übertrug der Sender auch die drei Veranstaltungen des RTP-Songfestivals sowie die beliebten Märsche von Santo António und die Spiele der Fußballweltmeisterschaft 2010.
Zwischen 2010 und 2011 übertrug er erneut Spiele der UEFA Champions League sowie die Vorbereitungsspiele der Nationalmannschaft für die Euro 2012. Außerdem wurde die Wiederholung der Serie O Dia do Regicídio in HD ausgestrahlt. Derzeit werden einige Fußballspiele und einige Serien live übertragen.
Am 31. Mai 2014 übertrug der Sender in Partnerschaft mit MEO das Vorbereitungsspiel auf die Fußballweltmeisterschaft 2014, Portugal gegen Griechenland, zum ersten Mal in Ultra HD (UHD), zunächst als Test.
Der Geschäftsplan von RTP sah vor, dass RTP1 voraussichtlich in der zweiten Jahreshälfte 2017 (wenn die Fernsehsaison beginnt) vollständig in HD ausgestrahlt wird, um den Zuschauern eine höhere Qualität zu bieten. Dies wurde am 28. November 2017 bestätigt, als RTP1 damit begann, seine Sendungen in HD zu produzieren (wobei die Herunterskalierung auf SD intern erfolgt). Kurz darauf wurde die Sendung jedoch aufgrund technischer Probleme wieder in SD produziert. Seit dem 13. Dezember 2017 wird das Programm wieder in HD produziert. Einige Sendungen werden noch in SD produziert und präsentiert (z. B. Nachrichtensendungen), was mit der Einführung neuer Geräte (Kameras, Kontrollräume usw.) in den verschiedenen RTP-Produktionszentren korrigiert wird.
Bislang sind die Portugiesen "gezwungen", ein Kabelabonnement abzuschließen, um ihre Programme in HD (RTP1 HD) oder UHD (RTP1 4K) sehen zu können, da es keine kostenlosen HD-Kanäle über DVB-T gibt (obwohl RTP ein öffentlich-rechtlicher Kanal bleibt, ist die HD-Version nur über Kabel verfügbar).

## Sendungen

### Nachrichten
- Telejornal
- Jornal da Tarde
- Portugal em Directo
- Bom Dia Portugal
- Bom Dia Portugal - Fim-de-semana
- Em Reportagem
- 30 Minutos

### Unterhaltung
- Só Visto!
- Portugal No Coração
- Praça da Alegria
- Dança Comigo
- Festival RTP da Canção
- Festival Eurovisão da Canção (Eurovision Song Contest)
- Operação Triunfo
- 5 Para A Meia noite
- O Preço Certo

### Fernsehdebatten
- Pros E Contras
- Corredor do Poder
- Grande Entrevista

### Fernsehserien

#### Nationalproduzierte Serien
- Conta-me Como Foi
- Pai à força
- Camilo

#### Aus den USA
- Dois Homens e meio (Two and a Half Man)[3]
- Friends[4]
- Os Simpson (Die Simpsons)[5]
- Sangue fresco (True Blood)[6]
- Smallville[7]

#### Aus Großbritannien
- A Pequena Grã-Bretanha (Little Britain)[8]
- Mr. Bean

#### Aus Frankreich
- Versailles[9]

#### Aus Deutschland
- Alerta Cobra (Alarm für Cobra 11)[10]

### Telenovelas

#### Aus Brasilien
- 1977 – Gabriela
- 1978 – O Casarão
- 1978 – Escrava Isaura (Die Sklavin Isaura)
- 1978–1979 – O Astro
- 1979–1980 – Dancin' Days
- 1979–1980 – Sinhazinha Flô

Mit der Einführung von SIC in Portugal (dem ersten Privatsender) wurden die brasilianischen Telenovelas aufgrund eines Exklusivvertrags zwischen SIC und Globo nicht mehr auf RTP ausgestrahlt. RTP sendet nun mexikanische Telenovelas von Televisa aus den Jahren 1994 bis 2001.

#### Aus Mexiko
- 1994 – Prisioneira do Amor (Prisionera de amor)
- 1994 – O Avô e Eu (El abuelo y yo)
- 1994 – Império de Cristal (Imperio de cristal)
- 1995 – Coração Selvagem (Corazón salvaje)
- 1995 – Marimar
- 1995 – Maria José
- 1996 – Caminhos Cruzados
- 1996 – Azul (Azul – Paradies in Gefahr)
- 1997 – Alondra
- 1998 – Maria do Bairro (María la del Barrio)
- 1998 – Esmeralda
- 1999 – Nas Asas do Destino
- 1999 – A Usurpadora (La Usurpadora)
- 2000 – A Preciosa[11]
- 2000 – A Mentira (La Mentira)[12]
- 2000–2001 – Rosalinda[13]
- 2001 – Ramona[14]
- 2001 – Privilégio de Amar[15]
- 2001–2002 – Carita de Anjo[16]

### Sport u.a.
- UEFA Champions League
- UEFA Europa League
- Olympische Spiele

## Senderlogos

RTP1-Logo vom 31. März 2004 bis 7. März 2016.
RTP1-Logo seit 7. März 2016.